# Yevgeni Olegovich Bashkirov
Bản mẫu:Eastern Slavic name
Yevgeni Olegovich Bashkirov (tiếng Nga: Евгений Олегович Башкиров; sinh ngày 6 tháng 7 năm 1991) là một tiền vệ bóng đá người Nga. Anh thi đấu cho F.K. Krylia Sovetov Samara.

## Sự nghiệp
Bashkirov ra mắt chuyên nghiệp cho F.K. Tom Tomsk vào ngày 26 tháng 9 năm 2012 trong trận đấu tại Cúp quốc gia Nga trước P.F.K. CSKA Moskva.